# Glacier Peak
Glacier Peak – stratowulkan w USA, w stanie Waszyngton (Hrabstwo Snohomish), położony 100 km na północny wschód od Seattle. Jest to piąty pod względem wysokości szczyt stanu Waszyngton. Szczyt jest przez cały rok pokryty śniegiem. Nazwa pochodzi od spływających z niego 11 lodowców (ang. Glacier).
Glacier Peak uznawany jest za aktywny wulkan, choć ostatni wybuch miał miejsce około 1700 roku. Według amerykańskiej instytucji badawczej zajmującej się między innymi monitorowaniem aktywności wulkanów - United States Geological Survey, Glacier Peak jest najgroźniejszym czynnym wulkanem w stanie Waszyngton, gdyż oprócz Mount St. Helens jako jedyny w ostatnich 15 tys. lat. miał wybuch w olbrzymiej skali. Ponadto nagromadzone popioły mogłyby zagrozić znacznym obszarom. Z tego względu wulkan objęty jest stałym monitoringiem. 

## Turystyka

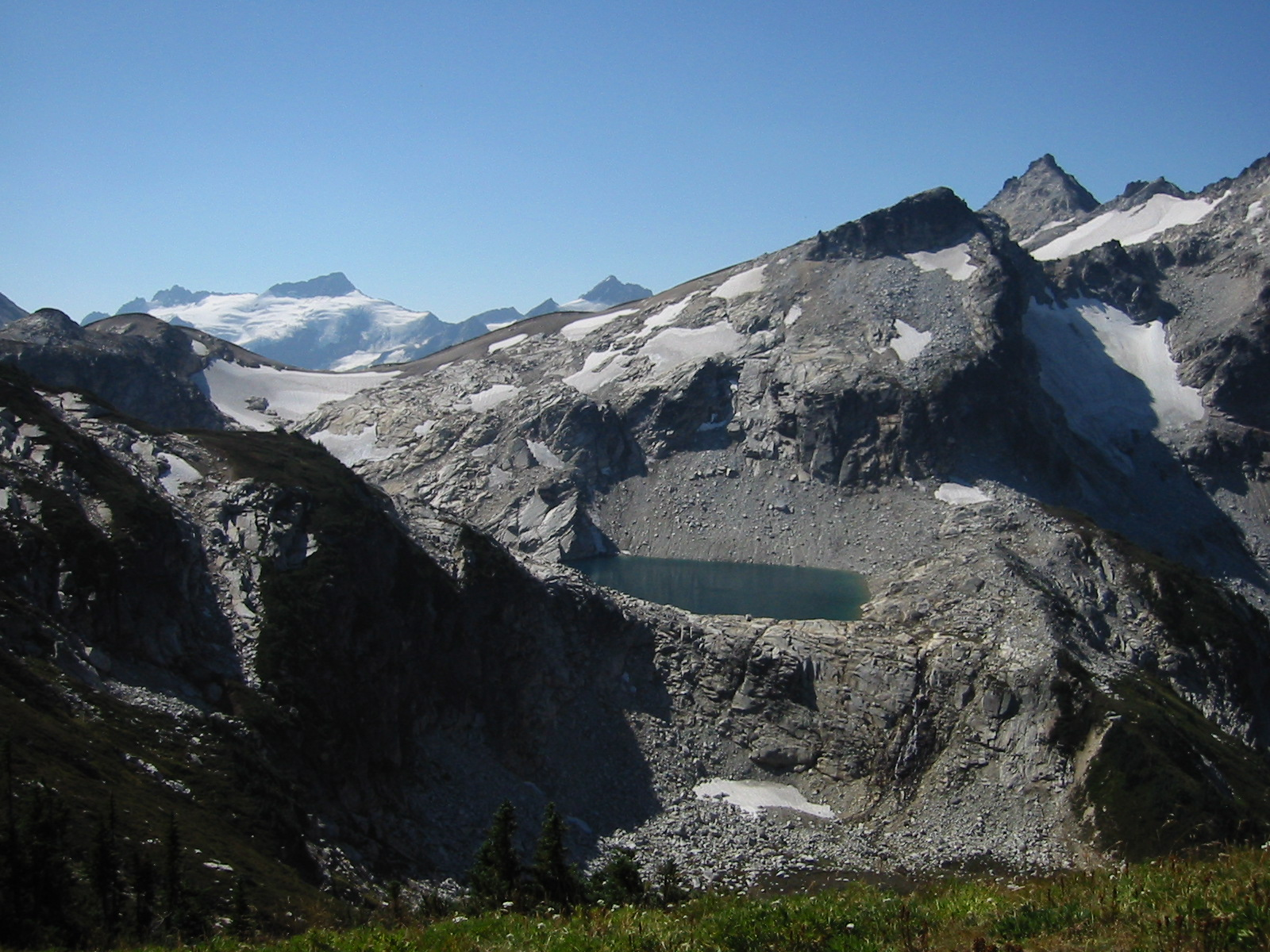
Widok na Triad Lake w Glacier Peak Wilderness

Wokół szczytu rozciąga się obszar chroniony o charakterze rezerwatu przyrody nazywający się Glacier Peak Wilderness. Zajmuje on obszar 2315 km², obejmując swoim zasięgiem kilkanaście szczytów w tym Bonanza Peak (2899 m n.p.m.), Mount Fernow (2819 m n.p.m.), Seven Fingered Jack (2773 m n.p.m.), Mount Maude (2761 m n.p.m.). 
Na szczyt Glacier Peak prowadzą cztery główne szlaki, a najkrótsza trasa wynosi około 16 km. Dojazd do początkowego punktu (North Sauk Trailhead) z Seattle zajmuje około 2,5 godziny jazdy (157 km). Ze względu na trudny dostęp oraz złożoność tras wejście na szczyt i powrót zajmuje dwa do trzech dni. Najpopularniejsza trasa wiodąca przez Białą Przełęcz (White Pass) wynosi 21,2 km w jedną stronę.